# Wegekreuz L 327

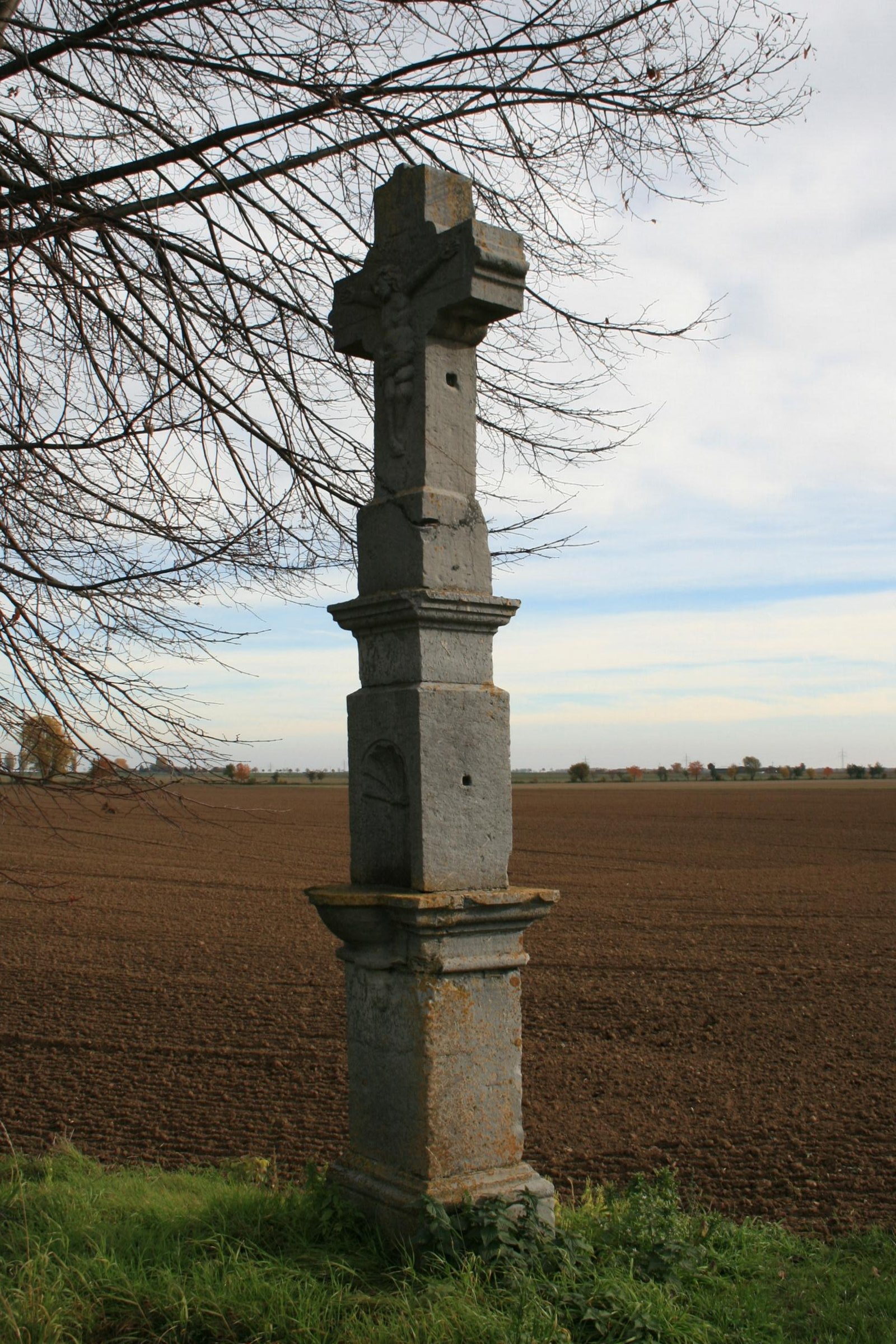
Das Wegekreuz

Das Wegekreuz L 327 steht bei Rommelsheim, einem Ortsteil der Gemeinde Nörvenich im Kreis Düren, Nordrhein-Westfalen, direkt an der Landesstraße 327.
Der Standort des etwa 3,50 m hohen Wegekreuzes wird Am Kirchenkreuz genannt. Es besteht aus Blaustein. Auf einem Sockel mit profiliertem Gesims steht ein hoher Pfeiler mit umlaufendem Gesims und Muschelnische. Auf dem Pfeiler hängt ein kräftiges barockes Kreuz mit provinzieller Korpusdarstellung im Hochrelief. Die Inschriften sind nicht mehr lesbar.
Das Wegekreuz wurde am 22. März 1985 in die Denkmalliste der Gemeinde Nörvenich unter Nr. 71 eingetragen.

## Belege
- Denkmalliste der Gemeinde Nörvenich (PDF-Datei; 105 kB)

Koordinaten: 50° 46′ 37,9″ N, 6° 33′ 5,1″ O